# Абделмалик Муктар
Абделмалик Тофик Муктар (амх. አብደልማል ቶኪ ሙክታር; 19. април 1996) етиопски је пливач чија ужа специјалност су спринтерске трке слободним и прсним стилом.

## Спортска каријера
Деби на међународној сцени је имао на светском првенству у руском Казању 2015, где је остварио скроман учинак пласирајући се на 70. место квалификација трке на 50 прсно, док је у истој фази трке на 50 слободно дисквалификован.
Следеће велико такмичење на коме је учествовао је било светско првенство у малим базенима у Хангџоуу 2018, где је заузео 110. место на 50 слободно и 74. место на 50 прсно.
Други наступ на светским првенствима у великим базенима је „уписао” у корејском Квангџуу 2019, са резултатима сличним на претходним такмичењима — 116. место на 50 слободно (са готово 6 секунди заостатка за водећим Кајлебом Дреселом) и 72. место на 50 прсно.
Месец дана касније је учествовао и на Афричким играма у Рабату, али без неког запаженијег учинка.